# Karl Friedrich von Hohenzollern

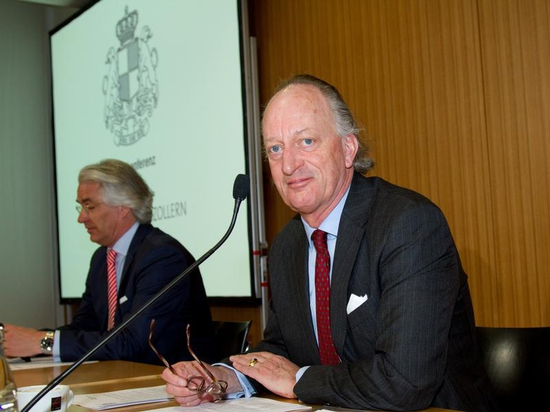
Karl Friedrich von Hohenzollern (2012)

Karl Friedrich von Hohenzollern (* 20. April 1952 in Sigmaringen, amtlich vollständig: Karl Friedrich Emich Meinrad Benedikt Fidelis Maria Michael Gerold Prinz von Hohenzollern) ist ein deutscher Unternehmer und seit 2010 Oberhaupt des Hauses Hohenzollern-Sigmaringen, der schwäbischen Linie der Hohenzollern. In der Öffentlichkeit tritt er unter dem Namen Fürst von Hohenzollern auf, der den historischen Adelstitel enthält, der traditionell vom jeweiligen Chef des Hauses verwendet wird.

## Biographie

### Herkunft
Karl Friedrich von Hohenzollern ist der älteste Sohn von Friedrich Wilhelm von Hohenzollern (1924–2010) und Margarita, geborene Prinzessin zu Leiningen (1932–1996). Seine Familie regierte bis 1849 das Fürstentum Hohenzollern-Sigmaringen, dessen Residenz in Sigmaringen war. Seine beiden Brüder sind Albrecht Johannes von Hohenzollern (* 3. August 1954) ⚭ 2001 Nathalie Viets-Rocabado (* 1970) und Ferdinand Maria von Hohenzollern (* 14. Februar 1960) ⚭ 1990 Ilona Gräfin Kálnoky von Kőröspatak (* 1968).

### Ausbildung
Von 1958 bis 1968 besuchte er die Grundschule und das Gymnasium in Sigmaringen. Im Jahr 1969 wechselte er an das Institut auf dem Rosenberg in St. Gallen, Schweiz, das er 1973 mit dem Abitur verließ. Nach seinem Wehrdienst bei der Bundeswehr, den er von 1973 bis 1975 als Zeitsoldat ableistete (zuletzt Hauptmann der Reserve), studierte er von 1975 bis 1980 Betriebswirtschaft an der Universität im schweizerischen Freiburg im Üechtland. Im Anschluss absolvierte er eine Lehre als Bankkaufmann in Stuttgart, Frankfurt und New York und erwarb ein Lizenziat (lic. rer. pol.) der Universität Bern.

### Berufstätigkeit
Seit 1984 arbeitet er im Familienunternehmen und übernahm bereits vor dem Tode seines Vaters 2010 als Bevollmächtigter die Geschäfte des Hauses.
Von Hohenzollern ist Generalbevollmächtigter der Unternehmensgruppe Fürst von Hohenzollern mit Sitz in Sigmaringen und Gesellschafter der Zollern GmbH und Co. KG, einem der größten Arbeitgeber im Landkreis Sigmaringen. Als alleiniger Gesellschafter und Vorsitzender des Beirats der Prinz von Hohenzollern Capital GmbH & Co. KG besitzt er eine Reihe von Unternehmensbeteiligungen. Des Weiteren ist er über die Arber-Bergbahn eine wichtige Person im Tourismuskonzept des Bayerischen Waldes. Er nahm Beirats- und Aufsichtsratsmandate in verschiedenen Bankhäusern wahr; er ist Mitglied im Beirat der Südwestbank, seit 2007 Mitglied des Beirates der Landesbank Baden-Württemberg (LBBW) und seit 2008 Mitglied des Regionalbeirats Südwest der Commerzbank.

### Privatleben

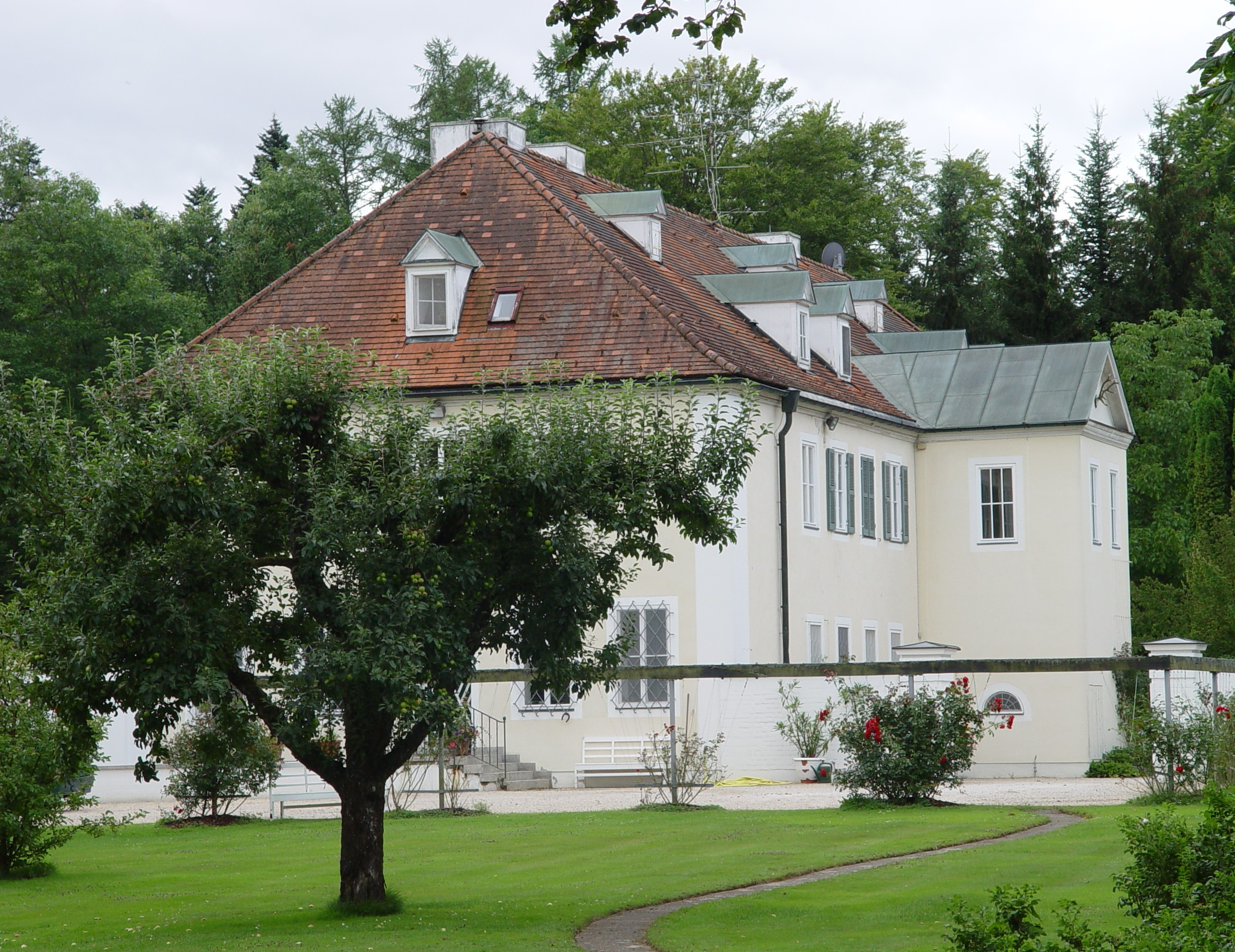
Landhaus Josefslust

Karl Friedrich Prinz von Hohenzollern heiratete Alexandra Schenk Gräfin von Stauffenberg (* 25. Mai 1960), Tochter von Clemens Anton Schenk Graf von Stauffenberg und Clementine Elisabeth, geborene Gräfin Wolff-Metternich zur Gracht am 17. Mai 1985 in Sigmaringen standesamtlich und am 16. Juni in der Beuroner Klosterkirche kirchlich. Aus der Ehe gingen ein Sohn und drei Töchter hervor:
- Alexander Friedrich Antonius Johannes (* 16. März 1987 in New York City, USA)
- Philippa Marie Carolina Isabelle (* 2. November 1988 in New York City, USA)
- Flaminia Pia Eilika Stephanie (* 9. Januar 1992 in München) ⚭ 2020 Károly Stipsicz de Ternova[10]
- Antonia Elisabeth Georgina Tatiana (* 22. Juni 1995 in München)

Bis zur Trennung der Eheleute 2006 lebte die Familie auf Schloss Krauchenwies. Danach bewohnte von Hohenzollern den Wilhelmsbau von Schloss Sigmaringen am Karl-Anton-Platz. Am 21. Januar 2010 wurde die Ehe geschieden. Alexandra behielt den Ehenamen Prinzessin von Hohenzollern.
Am 17. Juli 2010 heiratete von Hohenzollern in Umkirch bei Freiburg die Hamburger Geschäftsfrau Katharina Maria de Zomer (* 1959), die seither den Ehenamen Prinzessin von Hohenzollern trägt. Schloss Umkirch hatte sein Vater vom rumänischen König Carol I., ebenfalls aus dem Haus Hohenzollern-Sigmaringen, geerbt. Nach dem Tod des Vaters 2010 zog das Ehepaar in das zuvor renovierte Landhaus Josefslust bei Sigmaringen.

### Hobbys
Von Hohenzollern ist begeisterter Jazzmusiker (Sänger, Saxophonist und Gitarrist). Schon während seines Wirtschaftsstudiums in der Schweiz besuchte er einmal wöchentlich die Berner Swiss Jazz School. Bis 2016 trat er als Charly regelmäßig mit seiner Band „Charly and the Jivemates“ auf, mit der er auch zwei CDs bei Satin Doll Productions veröffentlichte; ein weiteres Album spielte er mit dem Frieder Berlin Trio ein.
Er ist Eigentümer mehrerer historischer Fahrzeuge und Schirmherr von Oldtimer-Rundfahrten des Vereins Ferienland Hohenzollern.

## Ehrenämter und Auszeichnungen
Von Hohenzollern ist seit Juni 2007 Mitglied im Bundesvorstand des Wirtschaftsrates Deutschland der CDU. Zudem ist er Mitglied im Bund Katholischer Unternehmer und in der Stiftung Familienunternehmen.
Er ist Vorstandsmitglied im Verein der Freunde und Förderer der Hochschule Albstadt-Sigmaringen e. V. Außerdem förderte er in der Tradition seiner Familie das Erzbischöfliche Kinderheim Haus Nazareth in Sigmaringen sowie die Kinderkrebsnachsorgeklinik Tannheim und ist Vereinsmitglied im Mariaberg e. V. Er ist stellvertretender Vorsitzender der Prinz Lennart von Hohenzollern-Stiftung. Die Stiftung wurde 2006 durch Nathalie Prinzessin von Hohenzollern, die Frau seines Bruders Albrecht, gegründet, um Gelder für die Forschung im Bereich der molekularen Pädiatrie zu sammeln. Zudem organisierte und beteiligte er sich an musikalischen Benefizveranstaltungen. Er ist stellvertretender Vorstand des Vereins der Freunde der Erzabtei St. Martin e. V.
Am 13. Oktober 2009 überreichte ihm der Innenminister des Landes Baden-Württemberg Heribert Rech in der Villa Reitzenstein in Stuttgart das Verdienstkreuz am Bande des Verdienstordens der Bundesrepublik Deutschland.

## Selbstverständnis
Von Hohenzollern trat bis 2010 unter dem historischen Nachfolgetitel „Erbprinz“ auf und nennt sich seit dem Tode seines Vaters am 16. September 2010 „Chef des fürstlichen Hauses Hohenzollern“ mit dem traditionellen Erstgeburtstitel „Fürst“ (Anrede: Hoheit), abweichend vom standesamtlich gültigen Namenszusatz „Prinz“. In einem Artikel der Schwäbischen Zeitung vom 26. Februar 2011 zur Namensthematik erklärte von Hohenzollern dazu: „Die namensrechtliche Regelung betrachte ich als nicht relevant, wenn die Bürger den Titel akzeptieren. In Sigmaringen denkt so die überwiegende Mehrheit. Ich betrachte den Titel als Berufsbezeichnung.“
Im Zuge der Entschädigungsforderungen der brandenburg-preußischen Hohenzollern gegen den deutschen Staat wegen enteigneter Kunstgegenstände durch die Sowjetische Militäradministration im Jahr 1945 wies Karl Friedrich von Hohenzollern im Februar 2020 auf den Unterschied zwischen dem Haus Hohenzollern und dem Haus Preußen hin. „Die Hohenzollern sind wir und sonst niemand“, stellten er und sein Bruder Albrecht von Hohenzollern gegenüber der Schwäbischen Zeitung fest. Als Louis Ferdinand von Preußen noch Familienoberhaupt der brandenburg-preußischen Hohenzollern war, wurde aus Tradition akzeptiert, dass er eine gewisse Vorrangstellung innerhalb des Gesamthauses beanspruchte. Auch nachdem Georg Friedrich von Preußen 1994 als Chef des Hauses folgte, pflegen die beiden Familien weiterhin enge Kontakte und besitzen gemeinsam die Burg Hohenzollern.

## Publikationen
- (mit Katrin Frische): Zwischen Freiheit und Verantwortung – die Autobiografie. Gmeiner-Verlag 2023, ISBN 978-3-8392-0523-5.